# Phlebotomus papatasi
Phlebotomus papatasi — вид двокрилих комах родини Метелівкові (Psychodidae). Це москіт завдовжки 2-3 мм. Забарвлення — блідо-жовте. Тіло та крила вкриті довгими світлими волосками. Вид є основним вектором інфекційної хвороби людей — гарячки паппатачі. Його укус не викликає подразнення у людей, тому, частіш за все, залишається непомітним. Вид поширений у Середземноморському регіоні, на Балканах, Близькому Сході, у Східній Африці, Пакистані, деяких районах Індії та Китаю.